# Colibri de Constant
Heliomaster constantii
Espèce
Statut de conservation UICN

 LC  : Préoccupation mineure
Statut CITES
Le Colibri de Constant, Heliomaster constantii, est une espèce de colibris de la sous-famille des Trochilinae et de la tribu des Lampornithini.

## Distribution
Le Colibri de Constant est présent du nord du Mexique au sud du Costa Rica.

Carte de répartition de l'espèce
Zone de nidification
Zone de nidification et d'hivernage

## Référence
(en) « Neotropical Birds Online », Cornell Lab of Ornithology, 31 octobre 2011